# Six Jours de Rotterdam
Les Six Jours de Rotterdam (en néerlandais : Zesdaagse van Rotterdam) sont une course cycliste de six jours disputée dans l'Ahoy Rotterdam à Rotterdam aux Pays-Bas.
Les premiers Six Jours de Rotterdam sont organisés en 1936 et 1937, sur une piste déplacée de l'Oude-RAI d'Amsterdam au Nenyto de Rotterdam après l'échec des Six Jours d'Amsterdam. Ils n'ont ensuite plus lieu pendant 30 ans. Ils réapparaissent en 1968 et sont organisés chaque année jusqu'en 1988. René Pijnen établit son record de dix succès durant ces années.
Après une nouvelle période d'absence longue de seize ans, les Six Jours sont disputés depuis 2005, au mois de janvier, à l'Ahoy Rotterdam. Ils sont organisés par Frank Boelé, organisateur  des Six Jours d'Amsterdam, assisté de Patrick Sercu, organisateur des Six Jours de Gand, et de Michael Zijlaard. 
L'édition 2005 a été le gala de fin de carrière de la cycliste néerlandaise Leontien Zijlaard-van Moorsel.

## Palmarès

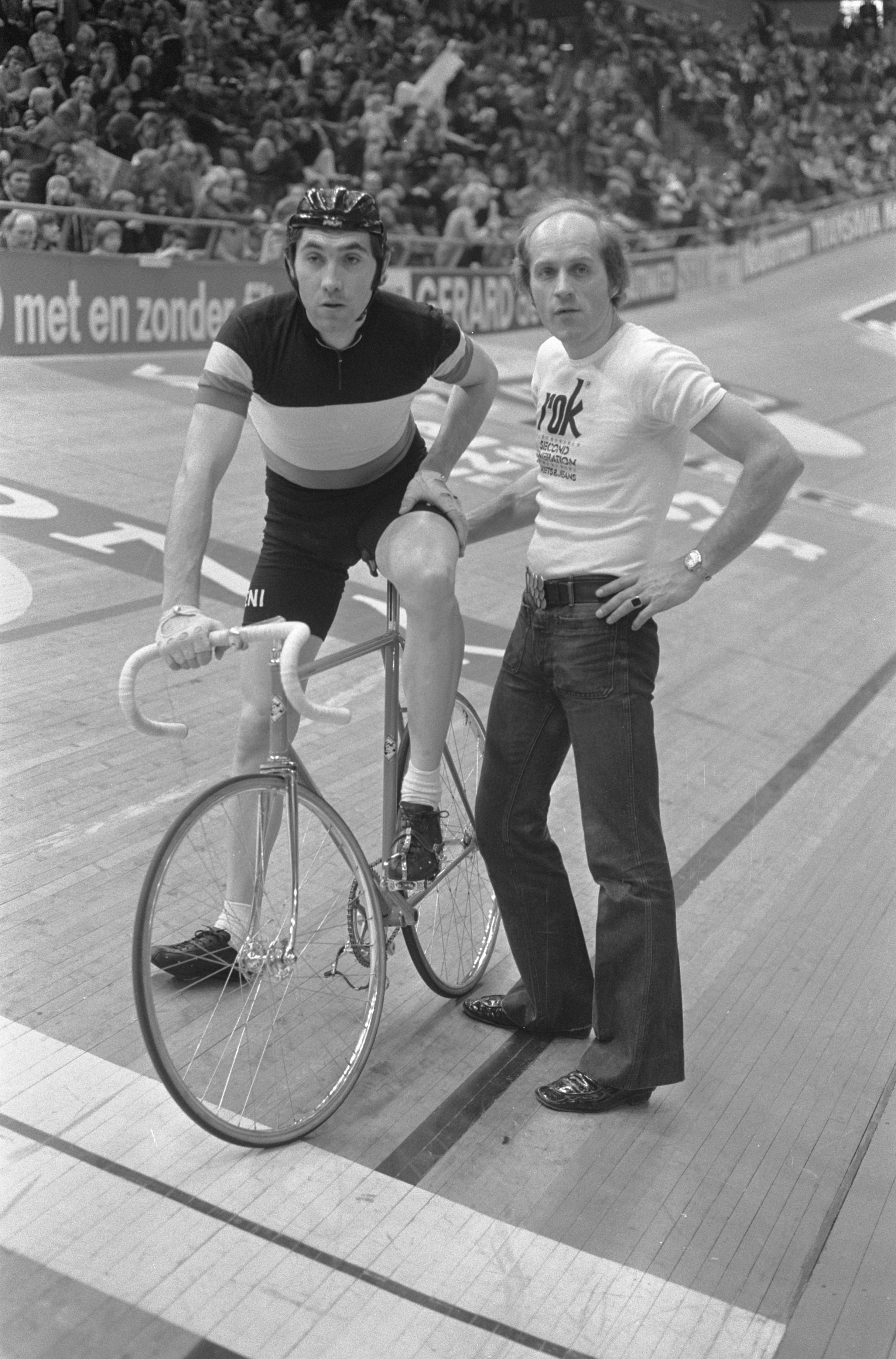
Eddy Merckx lors des Six Jours de Rotterdam en 1974

| Année   | Vainqueur                                   | Deuxième                                    | Troisième                                   |
| ------- | ------------------------------------------- | ------------------------------------------- | ------------------------------------------- |
| 1936    | Jan Pijnenburg Cor Wals                     | Adolphe Charlier Frans Slaats               | Kees Pellenaars Adolf Schön                 |
| 1937    | Albert Buysse Albert Billiet                | Kees Pellenaars Adolf Schön                 | Louis van Schjindel Frans van den Broeck    |
| 1938-67 | non disputé                                 | non disputé                                 | non disputé                                 |
| 1968    | Peter Post Patrick Sercu                    | Klaus Bugdahl Leo Duyndam                   | Gerard Koel Sigi Renz                       |
| 1969    | Romain De Loof Peter Post                   | Klaus Bugdahl Gerard Koel                   | Freddy Eugen Graeme Gilmore                 |
| 1970    | non disputé                                 | non disputé                                 | non disputé                                 |
| 1971    | Peter Post Patrick Sercu                    | Leo Duyndam René Pijnen                     | Sigi Renz Theo Verschueren                  |
| 1972    | Leo Duyndam René Pijnen                     | Klaus Bugdahl Dieter Kemper                 | Graeme Gilmore Alain Van Lancker            |
| 1973    | Leo Duyndam René Pijnen                     | Eddy Merckx Patrick Sercu                   | Albert Fritz Dieter Kemper                  |
| 1974    | Leo Duyndam René Pijnen                     | Eddy Merckx Patrick Sercu                   | Jacky Mourioux Alain Van Lancker            |
| 1975    | Leo Duyndam Gerben Karstens                 | René Pijnen Roy Schuiten                    | Patrick Sercu Alain Van Lancker             |
| 1976    | Eddy Merckx Patrick Sercu                   | Günter Haritz René Pijnen                   | Leo Duyndam Gerben Karstens                 |
| 1977    | Danny Clark René Pijnen                     | Günter Haritz Dietrich Thurau               | Freddy Maertens Patrick Sercu               |
| 1978    | Danny Clark René Pijnen                     | Albert Fritz Wilfried Peffgen               | Gerben Karstens Roy Schuiten                |
| 1979    | Albert Fritz Patrick Sercu                  | Gerrie Knetemann René Pijnen                | Donald Allan Danny Clark                    |
| 1980    | René Pijnen Jan Raas                        | Donald Allan Danny Clark                    | Albert Fritz Patrick Sercu                  |
| 1981    | Donald Allan Danny Clark                    | René Pijnen Jan Raas                        | Albert Fritz Patrick Sercu                  |
| 1982    | René Pijnen Patrick Sercu                   | Albert Fritz Dietrich Thurau                | Donald Allan Danny Clark                    |
| 1983    | René Pijnen Patrick Sercu                   | Gert Frank Jan Raas                         | Donald Allan Danny Clark                    |
| 1984    | Urs Freuler René Pijnen                     | Horst Schütz Gary Wiggins                   | Albert Fritz Dietrich Thurau                |
| 1985    | Danny Clark René Pijnen                     | Stan Tourné Etienne De Wilde                | Roman Hermann Gerrie Knetemann              |
| 1986    | Danny Clark Francesco Moser                 | René Pijnen Eric Vanderaerden               | Bert Oosterbosch Dietrich Thurau            |
| 1987    | Pierangelo Bincoletto Danny Clark           | Josef Kristen Teun van Vliet                | Roman Hermann Peter Stevenhaagen            |
| 1988    | Danny Clark Tony Doyle                      | Roman Hermann Teun van Vliet                | Stan Tourné Etienne De Wilde                |
| 2005    | Robert Slippens Danny Stam                  | Bruno Risi Kurt Betschart                   | Jimmi Madsen Jakob Piil                     |
| 2006    | Robert Slippens Danny Stam                  | Matthew Gilmore Iljo Keisse                 | Robert Bartko Andreas Beikirch              |
| 2007    | Robert Bartko Iljo Keisse                   | Danny Stam Marco Villa                      | Bruno Risi Franco Marvulli                  |
| 2008    | Danny Stam Leif Lampater                    | Bruno Risi Franco Marvulli                  | Iljo Keisse Robert Bartko                   |
| 2009    | Peter Schep Joan Llaneras                   | Bruno Risi Danny Stam                       | Leif Lampater Franco Marvulli               |
| 2010    | Danny Stam Iljo Keisse                      | Bruno Risi Franco Marvulli                  | Michael Mørkøv Alex Rasmussen               |
| 2011    | Danny Stam Léon van Bon                     | Robert Bartko Pim Ligthart                  | Michael Mørkøv Jens-Erik Madsen             |
| 2012    | Peter Schep Wim Stroetinga                  | Jens Mouris Franco Marvulli                 | Yoeri Havik Danny Stam                      |
| 2013    | Niki Terpstra Iljo Keisse                   | Peter Schep Wim Stroetinga                  | Yoeri Havik Nick Stöpler                    |
| 2014    | Niki Terpstra Iljo Keisse                   | Kenny De Ketele Jasper De Buyst             | Michael Mørkøv Alex Rasmussen               |
| 2015    | Niki Terpstra Iljo Keisse                   | Michael Mørkøv Alex Rasmussen               | David Muntaner Albert Torres                |
| 2016    | Sebastián Mora Albert Torres                | Morgan Kneisky Christian Grasmann           | Niki Terpstra Yoeri Havik                   |
| 2017    | Roger Kluge Christian Grasmann              | Lasse Norman Hansen Jesper Mørkøv           | Wim Stroetinga Dylan van Baarle             |
| 2018    | Kenny De Ketele Moreno De Pauw              | Yoeri Havik Wim Stroetinga                  | Morgan Kneisky Benjamin Thomas              |
| 2019    | Thomas Boudat Niki Terpstra                 | Lasse Norman Hansen Marc Hester             | Yoeri Havik Wim Stroetinga                  |
| 2020    | Yoeri Havik Wim Stroetinga                  | Moreno De Pauw Jan-Willem van Schip         | Kenny De Ketele Robbe Ghys                  |
| 2021    | annulé en raison de la pandémie de Covid-19 | annulé en raison de la pandémie de Covid-19 | annulé en raison de la pandémie de Covid-19 |
| 2022    | Yoeri Havik Niki Terpstra                   | Lindsay De Vylder Jules Hesters             | Elia Viviani Vincent Hoppezak               |
| 2023    | Yoeri Havik Jan-Willem van Schip            | Lindsay De Vylder Jules Hesters             | Vincent Hoppezak Philip Heijnen             |
| 2024    | Michael Mørkøv Tobias Aagaard Hansen        | Yoeri Havik Jan-Willem van Schip            | Vincent Hoppezak Philip Heijnen             |